# ويليام بي. ديكسون
ويليام بي. ديكسون (بالإنجليزية: William B. Dickson)‏ هو مسير أعمال أمريكي، ولد في 6 نوفمبر 1865 في بيتسبرغ في الولايات المتحدة، وتوفي في 27 يناير 1942 في ليتلتون في الولايات المتحدة.